# Mistrovství světa v ragby 2003
5. mistrovství světa v ragby (Rugby World Cup 2003) se uskutečnilo ve dnech 10. října až 22. listopadu 2003 v Austrálii. Mistrem světa se stal celek Anglie, když ve finále po prodloužení porazili Austrálii 20:17 a stali se prvním týmem ze severní polokoule, co vyhrál MS v rugby. Třetí místo získal Nový Zéland, který porazil v boji o 3.místo Francii 40:13. Nejvíce bodů (113) si připsal Angličan Jonny Wilkinson a nejvíce pětek (7) si připsali Novozélanďani Doug Howlett a Mils Muliaina.

## Kvalifikace
Z MS 1999 se kvalifikovaly všechny země, co se dostaly minimálně do čtvrtfinále. Z africké kvalifikace se probojovala Namibie, z asijské části Japonsko, z Evropy se na světový šampionát dostalo Irsko, Itálie, Rumunsko a Gruzie, z části pro Severní a Jižní Ameriku místa na MS získala Kanada s Uruguayí a z oceánské kvalifikace se přímo probojovalo Fidži se Samoou. Z mezikontinentálních zápasů se ještě povedlo kvalifikovat Tonze na úkor Jižní Korey a Spojeným státům americkým, které porazilo Španělsko. To zvládlo vyřadit Tunisko z bojů o světový šampionát. 

## Výsledky

### Skupina A
| Stát      | Vítězství | Remízy | Prohry | Uhrané | Soupeř | BP | Points |
| --------- | --------- | ------ | ------ | ------ | ------ | -- | ------ |
| Austrálie | 4         | 0      | 0      | 273    | 32     | 2  | 18     |
| Irsko     | 3         | 0      | 1      | 141    | 56     | 3  | 15     |
| Argentina | 2         | 0      | 2      | 140    | 57     | 3  | 11     |
| Rumunsko  | 1         | 0      | 3      | 65     | 192    | 1  | 5      |
| Namibie   | 0         | 0      | 4      | 28     | 310    | 0  | 0      |

10. října 2003 Austrálie - Argentina 24:8
11. října 2003 Irsko - Rumunsko 45:17
14. října 2003 Argentina - Namibie 67:14
18. října 2003 Austrálie - Rumunsko 90:8
19. října 2003 Irsko - Namibie 64:7
22. října 2003 Argentina - Rumunsko 50:3
25. října 2003 Austrálie - Namibie 142:0
26. října 2003 Argentina - Irsko 15:16
30. října 2003 Namibie - Rumunsko 7:37
1. listopadu 2003 Austrálie - Irsko 17:16

### Skupina B
| Stát     | Vítězství | Remízy | Prohry | Uhrané | Soupeř | BP | Points |
| -------- | --------- | ------ | ------ | ------ | ------ | -- | ------ |
| Francie  | 4         | 0      | 0      | 204    | 70     | 4  | 20     |
| Skotsko  | 3         | 0      | 1      | 102    | 97     | 2  | 14     |
| Fidži    | 2         | 0      | 2      | 98     | 114    | 2  | 10     |
| USA      | 1         | 0      | 3      | 86     | 125    | 2  | 6      |
| Japonsko | 0         | 0      | 4      | 79     | 163    | 0  | 0      |

11. října 2003 Francie - Fidži 61:18
12. října 2003 Skotsko - Japonsko 32:11
15. října 2003 Fidži - USA 19:18
18. října 2003 Francie - Japonsko 51:29
20. října 2003 Skotsko - USA 39:15
23. října 2003 Fidži - Japonsko 41:13
25. října 2003 Francie - Skotsko 51:9
27. října 2003 Japonsko - USA 26:39
31. října 2003 Francie - USA 41:14
1. listopadu 2003 Skotsko - Fidži 22:20

### Skupina C
| Stát    | Vítězství | Remízy | Prohry | Uhrané | Soupeř | BP | Points |
| ------- | --------- | ------ | ------ | ------ | ------ | -- | ------ |
| Anglie  | 4         | 0      | 0      | 255    | 47     | 3  | 19     |
| JAR     | 3         | 0      | 1      | 184    | 60     | 3  | 15     |
| Samoa   | 2         | 0      | 2      | 138    | 117    | 2  | 10     |
| Uruguay | 1         | 0      | 3      | 56     | 255    | 0  | 4      |
| Gruzie  | 0         | 0      | 4      | 46     | 200    | 0  | 0      |

11. října 2003 JAR - Uruguay 72:6
12. října 2003 Anglie - Gruzie 84:6
15. října 2003 Samoa - Uruguay 60:13
18. října 2003 JAR - Anglie 6.25
19. října 2003 Gruzie - Samoa 9:46
24. října 2003 JAR - Gruzie 46:19
26. října 2003 Anglie - Samoa 35:22
28. října 2003 Gruzie - Uruguay 12:24
1. listopadu 2003 JAR - Samoa 60:10
2. listopadu 2003 Anglie - Uruguay 111:13

### Skupina D
| Stát        | Vítězství | Remízy | Prohry | Uhrané | Soupeř | BP | Points |
| ----------- | --------- | ------ | ------ | ------ | ------ | -- | ------ |
| Nový Zéland | 4         | 0      | 0      | 282    | 57     | 4  | 20     |
| Wales       | 3         | 0      | 1      | 132    | 98     | 2  | 14     |
| Itálie      | 2         | 0      | 2      | 77     | 123    | 0  | 8      |
| Kanada      | 1         | 0      | 3      | 54     | 135    | 1  | 5      |
| Tonga       | 0         | 0      | 4      | 46     | 178    | 1  | 1      |

11. října 2003 Nový Zéland - Itálie 70:7
12. října 2003 Wales - Kanada 41:10
15. října 2003 Itálie - Tonga 36:12
17. října 2003 Nový Zéland - Kanada 68:6
19. října 2003 Wales - Tonga 27:20
21. října 2003 Itálie - Kanada 19:14
24. října 2003 Nový Zéland - Tonga 91:7
25. října 2003 Itálie - Wales 15:27
29. října 2003 Kanada - Tonga 24:7
2. listopadu 2003 Nový Zéland - Wales 53:37

### Vyřazovací část
| Čtvrtfinále   | Čtvrtfinále | Čtvrtfinále | Čtvrtfinále  | Čtvrtfinále | Čtvrtfinále        |
| ------------- | ----------- | ----------- | ------------ | ----------- | ------------------ |
| Nový Zéland   | Nový Zéland | 29:9        | Jižní Afrika | JAR         | 8. listopadu 2003  |
| Austrálie     | Austrálie   | 33:16       | Skotsko      | Skotsko     | 8. listopadu 2003  |
| Francie       | Francie     | 43:21       | Irsko        | Irsko       | 9. listopadu 2003  |
| Anglie        | Anglie      | 28:17       | Wales        | Wales       | 9. listopadu 2003  |
| Semifinále    |             |             |              |             |                    |
| Nový Zéland   | Nový Zéland | 10:22       | Austrálie    | Austrálie   | 15. listopadu 2003 |
| Francie       | Francie     | 7:24        | Anglie       | Anglie      | 16. listopadu 2003 |
| O třetí místo |             |             |              |             |                    |
| Nový Zéland   | Nový Zéland | 40:13       | Francie      | Francie     | 20. listopadu 2003 |
| Finále        |             |             |              |             |                    |
| Austrálie     | Austrálie   | 17:20       | Anglie       | Anglie      | 22. listopadu 2003 |